# Liatongus affinis
Liatongus affinis là một loài bọ cánh cứng trong họ Bọ hung (Scarabaeidae).